# Doorvoering

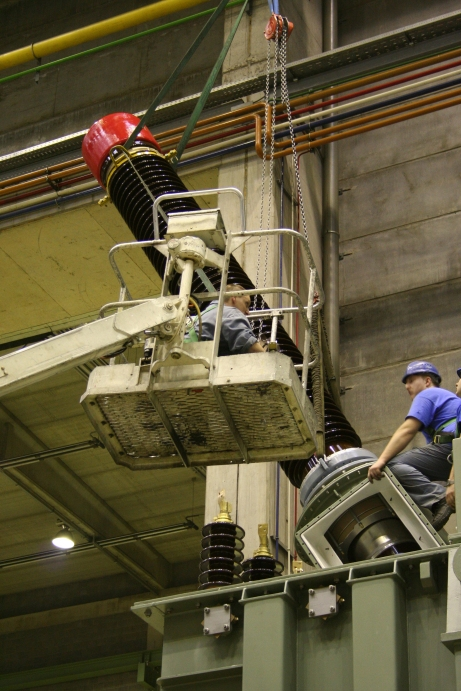
De montage van een 400kV doorvoering op een transfo

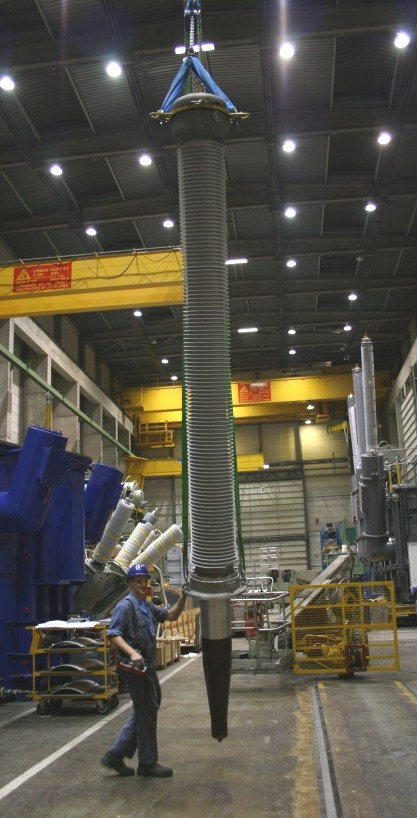
Een composiet doorvoering voor Um 420kV/ UBIL 1550kV en 1600 ampère wordt gemonteerd

Doorvoeringen of ook wel doorvoerisolatoren genaamd maken een elektrische doorvoering overeenkomstig de nodige elektrische afstanden, kruipwegen en krachten. Alle elektrische toestellen op hoogspanning moeten met doorvoeringen aangesloten worden op de voedingsspanning. Ze worden dus toegepast op hoogspanningsmotoren, -generatoren en -transformatoren.
Bij vermogentransformatoren zijn ze zeer opvallend aanwezig door hun grote afmetingen. Naast deze elektrische toestellen kan het ook noodzakelijk zijn om bijvoorbeeld een hoogspanningslijn binnen in een gebouw te voeren doorheen een wand. Hiervoor gebruikt men dus een wanddoorvoering lucht-lucht. Hoogspanningsdoorvoeringen worden algemeen beschreven in de norm IEC 60137. Er zijn ook constructie normen die verschillen per land zoals de Duitse DIN 42533 (12-36kV, 250-3150A) maar die zijn allemaal vervangen door de Europese norm EN 50180 (12-36kV, 250-3150A) en EN 50243 (24-36kV, 5 en 8kA).

## Soorten doorvoeringen
Enkele doorvoeringen:

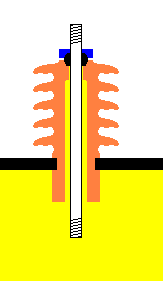
Een droge doorvoering
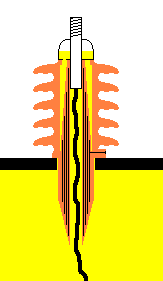
Een condensator doorvoering met draadaansluiting en olievulling
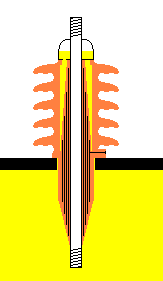
Een condensator doorvoering met vaste stang en olievulling
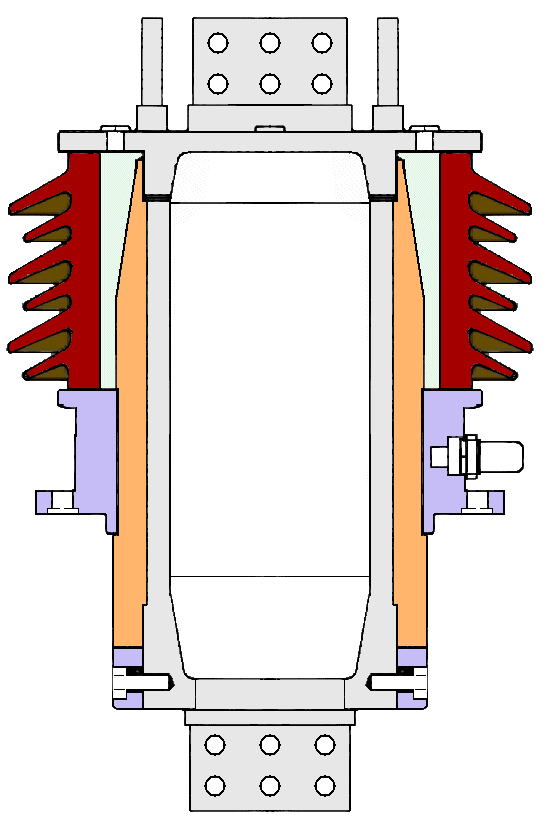
Een hogestroom doorvoering met holle geleider
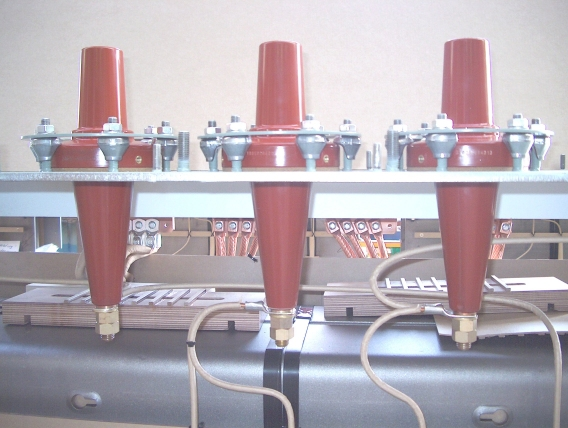
Drie stekkerdoorvoeringen op het deksel van een distributietransformator
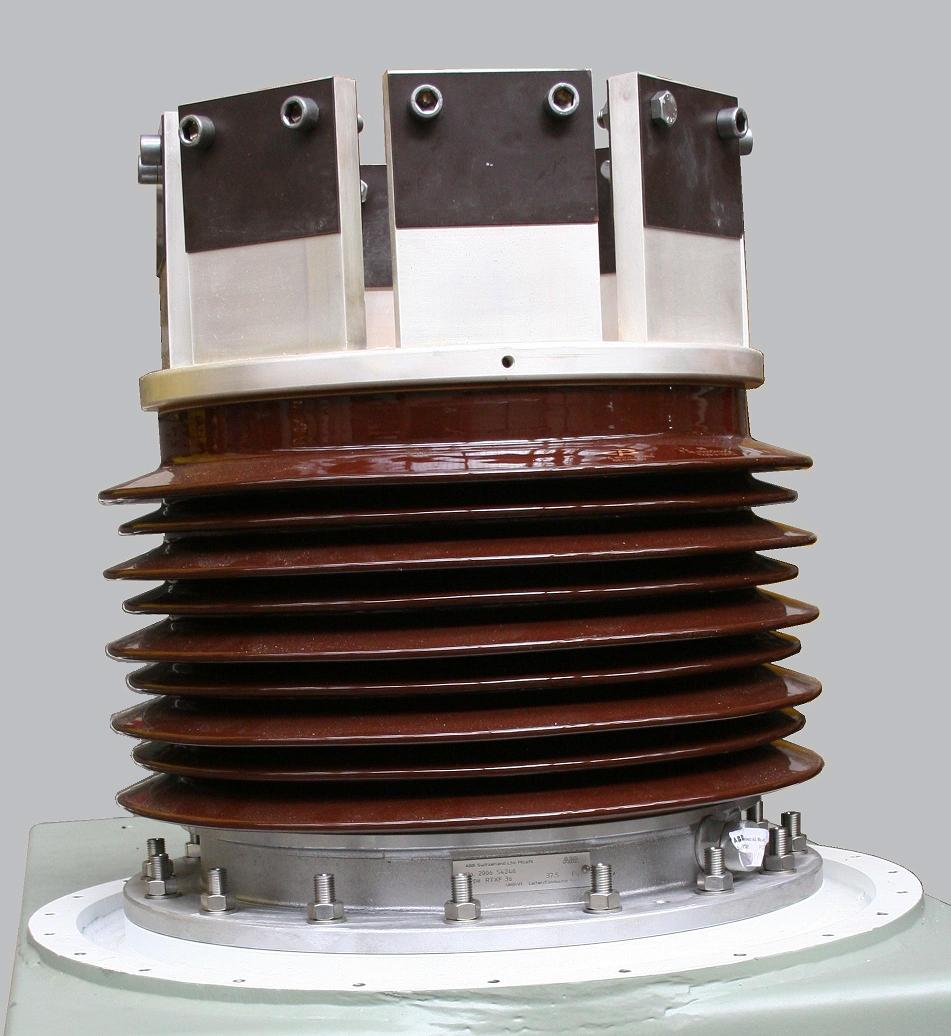
Een hogestroomdoorvoering RTXF 36-37,5 voor 24000 ampère
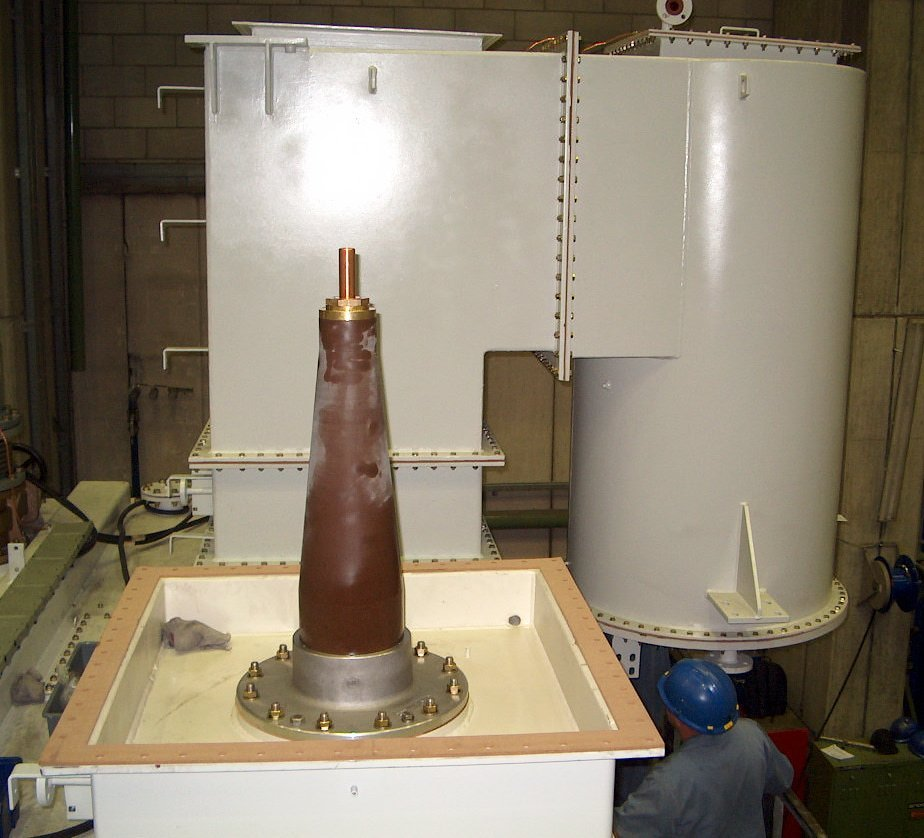
Een oliekast voor kabelaansluiting met RIP doorvoering van HSP
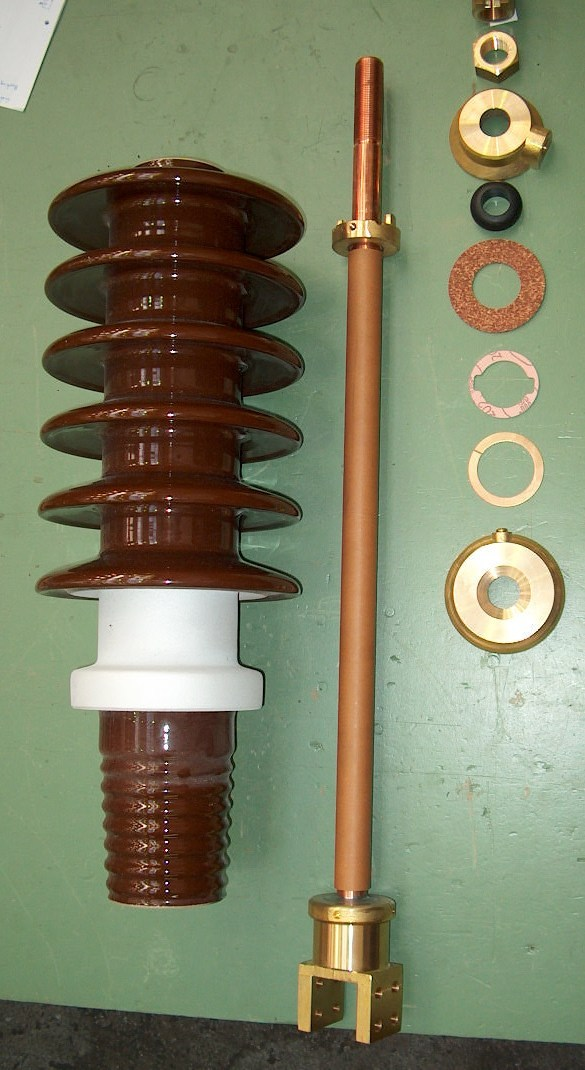
Alle onderdelen van een doorvoering volgens DIN42534: 52Nf1000
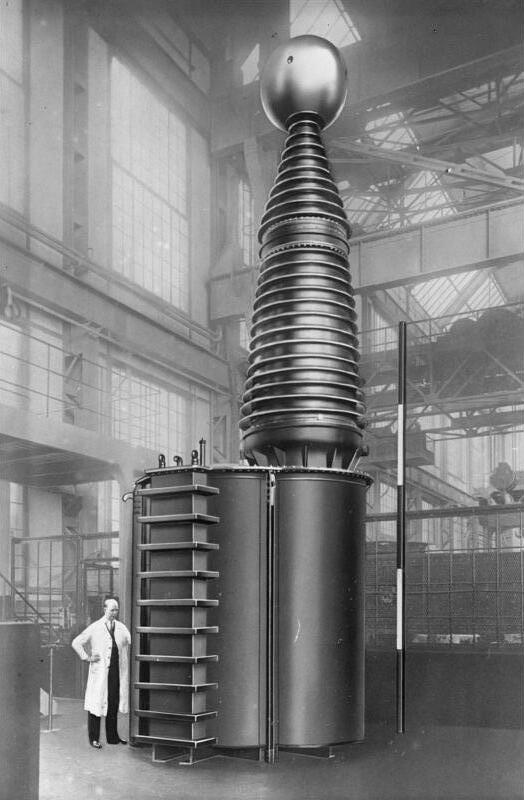
1MV doorvoering, 1931

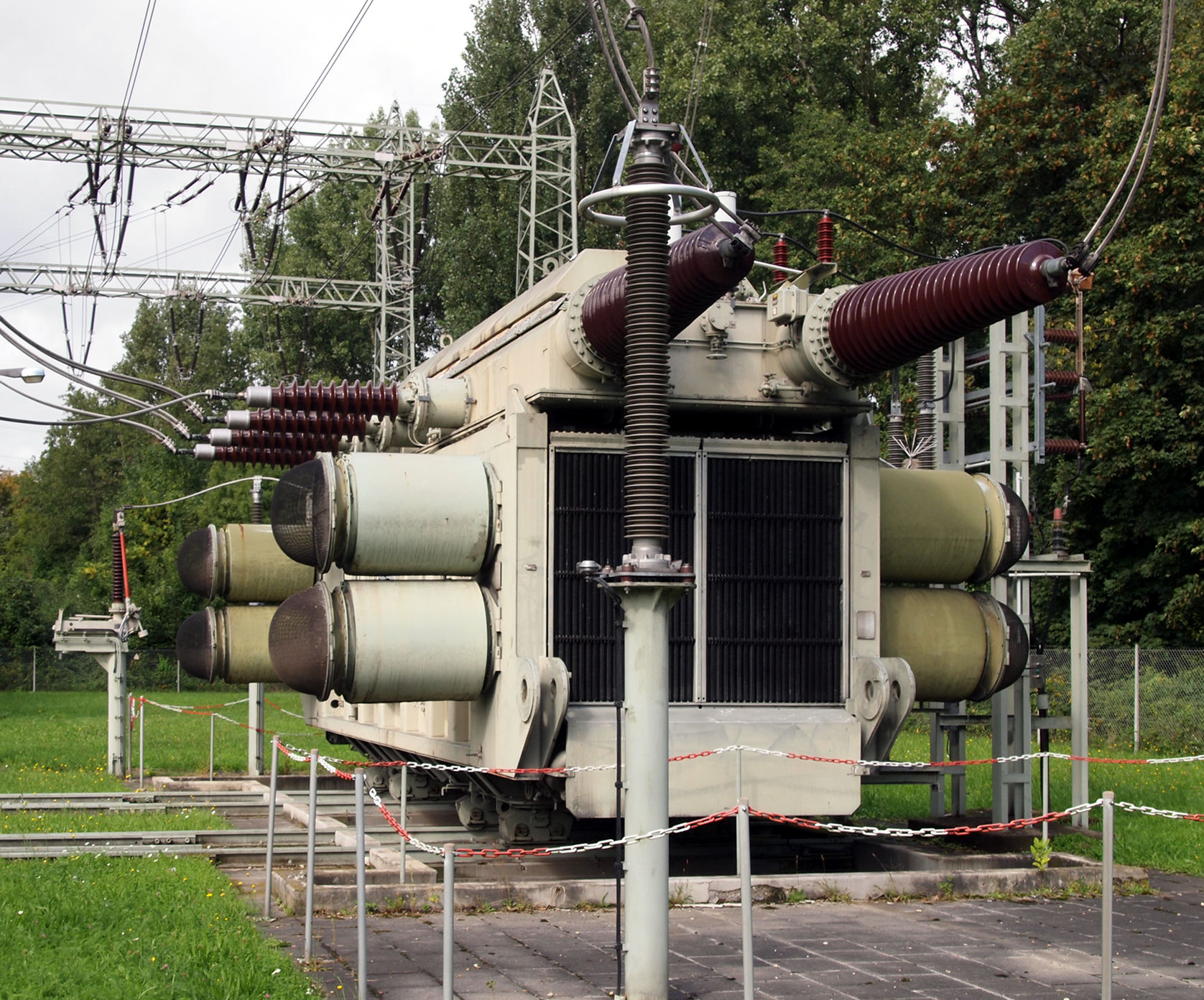
Doorvoeringen voor 110kV en 220kV op een transformator

Een eerste indeling van doorvoeringen kan worden gemaakt volgens het medium aan beide zijden:
- lucht-lucht
- olie-lucht
- olie-olie
- olie-SF6
- lucht-SF6

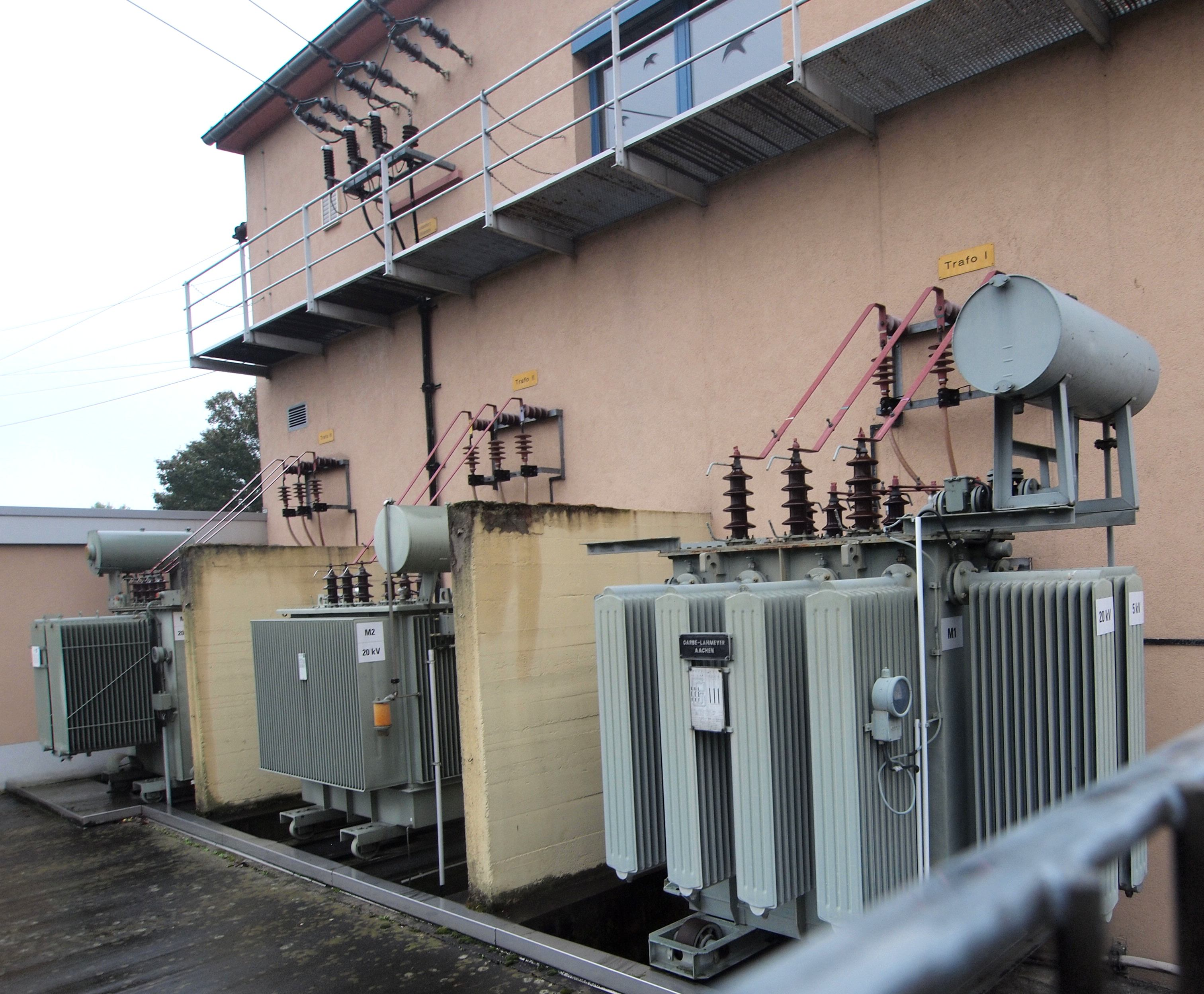
Doorvoeringen voor 20kV aan kabels en transformatoren

Een tweede indeling kan gemaakt worden volgens constructie:
- Droge doorvoeringen zoals volgens EN 50180 en DIN 42531-33 worden toegepast tot 36kV. DIN 42534 voor 52kV.
- Condensator doorvoeringen voor hogere spanningen
- Stekker doorvoeringen die eveneens beschreven zijn in EN 50180 die aanraak veilig zouden moeten zijn
- Hogestroomdoorvoeringen zijn eveneens condensatordoorvoeringen maar met holle geleider.

De condensator doorvoeringen kunnen ingedeeld worden volgens het isloatiemateriaal van de condensator:
- Olie gedrenkte papiercondensator = OIP
- Hars gedrenkte papiercondensator = RIP
- Hars gebonden papiercondensator = RBP

Of volgens het isolatiemateriaal aan de buitenzijde:
- Porselein (nog het meest toegepast)
- Composiet; verschillende kunststoffen komen hiervoor in aanmerking
  - Silicoon
  - EPDM rubber

## Delen van een doorvoering en definities

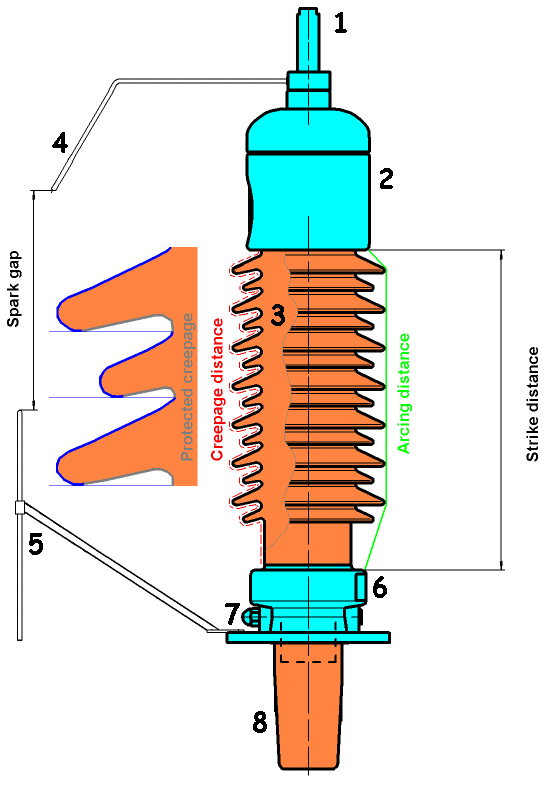
Enkele definities

1. Top aansluiting (koper of aluminium of met metalisatie)
2. Kop van de doorvoering (gietaluminium)
3. Porselein enveloppe
4. Bovenste staafvonkbrug
5. Onderste staafvonkbrug
6. Voet van de doorvoering
7. Meetplug voor verlieshoek meting van de condensator
8. Olie-deel met epoxy afscherming

Enkele afstanden zijn ook belangrijk:
- "strike distance" is de rechte afstand fase-aarde dus door het porselein
- "arcing distance"is de kortste afstand fase-aarde dus over het porselein
- kruipweg is de afstand fase-aarde over het oppervlak van de porselein
- beschermde kruipweg is de kruipweg die onder slagregen van 90° niet nat wordt